# Lorenz-Oken-Medaille
Die Lorenz-Oken-Medaille der Gesellschaft Deutscher Naturforscher und Ärzte (GDNÄ) wird alle zwei Jahre auf der Hauptversammlung der Vereinigung verliehen. Sie ist nach Lorenz Oken, dem Gründer der GDNÄ, benannt. Mit ihr werden vor allem Personen ausgezeichnet, die sich um den Dialog zwischen Wissenschaft und Gesellschaft besonders verdient gemacht haben.

## Preisträger
- 1984: Hubert Markl
- 1986: Rudolf Kippenhahn
- 1988: Heinz Maier-Leibnitz
- 1990: Hans Rotta
- 1992: Peter Sitte
- 1994: Hermann Haken
- 1996: Jens Reich
- 1998: Jürgen Mittelstraß
- 2000: Lothar Jaenicke
- 2002: Ernst Peter Fischer
- 2004: Anton Zeilinger
- 2006: Barbara Hobom
- 2008: „nano“-Redaktionsteam, in Person Helmut Riedl
- 2010: Joachim Treusch
- 2012: Hanns Ruder
- 2014: Hans-Jürgen Quadbeck-Seeger
- 2016: Bert Hölldobler
- 2017: Harald Lesch
- 2019: Gert Scobel
- 2022: Mai Thi Nguyen-Kim[1]
- 2024: Armin Maiwald